# Тыква мускатная
Ты́ква муска́тная (лат. Cucurbita moschata) — травянистое растение семейства Тыквенные, вид рода Тыква. Повсеместно встречается в центре своего происхождения в Центральной Америке, на юге Мексики, в Колумбии, Перу. Оно также интродуцировано и широко культивируется во многих странах Евразии.

## Биологическое описание
Однолетнее травянистое растение со стелющимся стеблем. Листья длинночерешковые, очерёдные, опушённые. Цветки жёлтые. Плод — многосемянная ложная ягода (тыквина). Плодоножка твёрдая, гладкая, пятигранная, расширенная к основанию. Обладает лёгким мускатным ароматом.
|                                          |  |  |
| Тыква мускатная. Цветки, листья и плоды. |  |  |

## Химический состав
Мякоть плодов содержит много каротина и до 11,3 % сахара.

## Использование
Плоды тыквы мускатной употребляются в пищу как овощи. Из семян растения получают масло.